# حكايات من موريشيوس
حكايات من موريشيوس هو اسم قصة كتبها كاتب موريشي شهير هو راميش رامدويال، وحرَّرها رودني فيليبس. تم نشر الطبعة الأولى في عام 1979 من قبل شركة Macmillan Publishers Ltd. صدر الكتاب الثاني في السلسلة بعنوان المزيد من القصص من موريشيوس، نُشر عام 2009، والكتاب الثالث ضمن نفس السلسلة جاء تحتَ عنوان حكايات أخرى من موريشيوس نُشر عام 2013.
تم تحرير الكتابين الأول والثاني للأطفال الصغار، أما الكتاب الثالث فقد تم تحريره بواسطة دار عثمان للنشر ويستهدف جمهورًا أوسع. الكتاب الثالث يحتوي على 13 حكاية. درسَ المؤلف راميش رامدويال في أكسفورد وكان مدير معهد موريشيوس للتربية.